# Jacques Botherel
Jacques Botherel (La Trinité-sur-Mer, Bretanya, 1 de desembre de 1946) va ser un ciclista francès, que fou professional entre 1971 i 1974. Com a amateur va obtenir el Campionat del món en ruta de 1965.

## Palmarès
- 1965
  -  Campió del món amateur en ruta
- 1966
  - Vencedor d'una etapa a l'Essor breton
- 1967
  - Vencedor d'una etapa a la Volta a Bèlgica amateur
- 1968
  - Vencedor d'una etapa a la Ruban Granitier Breton
- 1969
  - 1r a la Redon-Redon
  - 1r al Tour de l'Yonne
  - Vencedor d'una etapa a la Ruban Granitier Breton

### Resultats al Tour de França
- 1971. Fora de control (2a etapa)
- 1973. 71è de la classificació general
- 1974. 86è de la classificació general